# Sven Hof
Sven Hof (uttal /huːv/), född den 18 januari 1703 i Skara, död den 25 augusti 1786, var en svensk språkforskare.

## Biografi
Sven Hof var son till Skara skolas rektor och prosten i Levene socken Johannes Hof och Christina Wallwik, vars mor tillhörde släkten Rudbeckius.
Hof blev 1721 student vid Uppsala universitet, 1731 filosofie magister, 1746 lektor i matematik vid gymnasiet i Skara och 1750 lektor i vältalighet. Avsked med professors namn från Skara gymnasium 1757.
Hof hade omfattande naturalhistoriska intressen som han delgav sina elever, varav flera blev framstående naturvetenskapsmän, till exempel Torbern Bergman, Adam och Johan Afzelius, Johan Abraham och Leonard Gyllenhaal samt Anders Dahl.
Han var dock framför allt språkforskare, särskilt intresserad av samtidens svenska språk. Hans ordbok över västgötadialekten omfattade 3 000 ord. Han var en tidig förespråkare för ett fonetiskt stavningssätt.

## Skrifter (urval)
- Svänska språkets rätta skrifsätt (1753)
- Anmärkningar öfver 2 skrifter om svenska skrif- och stafningssättet (1760)
- Förklaring öfver besynnerliga ord i Svänska psalmboken (1765)
- En landtmans grundade anmärkningar, öfwer myntets föränderlighet i wärdet : samt hwad skada myntets föränderlighet i en stat medförer; jämte några bifogade påminnelser om cours, mynt och penningar i gemen : alla om rikets wäl bekymrade landsmän, til eftersinnande utgifwit. Stockholm: Stolpe. 1769. Libris 11717981. http://urn.kb.se/resolve?urn=urn:nbn:se:umu:rara-304
- Dialectvs vestrogothica, ad illustrationem aliqvam lingvae svecanae, veteris et hodiernae, dissertatione philologica et vocabulorum vestrogothicorum indice explanata. Stockholm: Carlbohm. 1772. Libris 2418764. https://litteraturbanken.se/f%C3%B6rfattare/HofS/titlar/DialectvsVestrogothica/sida/5/faksimil?om-boken